# Let's Spend the Night Together (The Rolling Stones)
Let's Spend the Night Together è un singolo del gruppo musicale britannico The Rolling Stones, pubblicato il 13 gennaio 1967 ed estratto dall'album Between the Buttons.

## Descrizione
Let's Spend the Night Together è stata scritta da Mick Jagger e Keith Richards. Nello stesso 1967 la canzone è stata inclusa come traccia di apertura nella versione statunitense dell'album Between the Buttons e in seguito è stata oggetto di numerose cover, tra cui quella di David Bowie pubblicata come singolo e come ottava traccia dell'album Aladdin Sane del 1973.

### Registrazione
Il brano venne registrato nel novembre 1966 presso gli Olympic Studios di Londra. Oltre ai membri dei Rolling Stones, escluso il bassista Bill Wyman che non partecipò alla sessione, la registrazione vide la presenza di Jack Nitzsche al pianoforte.
Intervistato dalla rivista Hit Parader nel dicembre 1968, il tecnico del suono Glyn Johns raccontò che durante il missaggio di Let's Spend the Night Together il produttore Andrew Loog Oldham stava cercando di ottenere un certo suono schioccando le dita quando arrivarono due poliziotti che volevano accertarsi che andasse tutto bene dato che avevano trovato una porta aperta. Inizialmente il produttore chiese loro di indossare le sue cuffie mentre schioccava le dita ma Johns disse che c'era bisogno di un suono più sordo. Uno dei poliziotti suggerì allora di usare i loro manganelli e Mick Jagger cominciò a suonarli come legnetti, ascoltabili durante il break a circa metà canzone.

### Uscita e accoglienza
Pubblicata come singolo nel Regno Unito, con Ruby Tuesday come "doppio lato A", Let's Spend the Night Together raggiunse la 3ª posizione nella Official Singles Chart nel febbraio 1967 ed è rimasta da allora una delle canzoni più celebri dei Rolling Stones.
Nello stesso periodo fu inclusa nella versione dell'album Between the Buttons uscita per il mercato americano e anche negli Stati Uniti venne pubblicata su 45 giri. Tuttavia, a causa delle allusioni al sesso occasionale contenute nel brano molte stazioni radio scelsero di trasmettere solo Ruby Tuesday, tanto che i due brani entrarono separatamente nella Billboard Hot 100, quest'ultima al 1º posto e Let's Spend the Night Together solo al 55º posto.
Uno degli esempi più conosciuti di censura musicale avvenne il 15 gennaio 1967 nel corso dell'Ed Sullivan Show, durante il quale alla band fu inizialmente rifiutato il permesso di eseguire il pezzo. Lo stesso Ed Sullivan disse a Mick Jagger: «O se ne va la canzone o ve ne andate voi». Venne raggiunto un compromesso che consisteva nel sostituire "let's spend the night together" ("passiamo la notte insieme") con "let's spend some time together" ("passiamo un po' di tempo insieme"). Jagger acconsentì ma ogni volta che pronunciava la frase ammiccava ostentatamente alla telecamera.
Nell'aprile 2006, in occasione della loro prima esibizione assoluta in Cina le autorità vietarono al gruppo di eseguire la canzone a causa del suo "testo allusivo".

### Let's Spend the Night Togetherdal vivo
Dopo il tour europeo della primavera 1967 Let's Spend the Night Together non è stata più eseguita dal vivo fino al 1976, in occasione del Knebworth Fair. È tornata a far parte stabile delle scalette dei tour del 1981 e 1982 e in seguito è stata eseguita solo occasionalmente.

## Tracce
1. Let's Spend the Night Together (Mick Jagger, Keith Richards) - 3:36
2. Ruby Tuesday (Mick Jagger, Keith Richards) - 3:16

## Formazione
- Mick Jagger - voce, percussioni
- Keith Richards - chitarra elettrica, basso, pianoforte, cori
- Brian Jones - chitarra elettrica, organo
- Charlie Watts - batteria
- Jack Nitzsche - pianoforte

## Pubblicazioni successive
Let's Spend the Night Together è stata pubblicata nelle seguenti raccolte di greatest hits:
- Flowers (1967)
- Through the Past, Darkly (Big Hits Vol.2) (1969)
- Hot Rocks 1964-1971 (1971)
- Rolled Gold: The Very Best of the Rolling Stones (1975)
- Get Stoned (30 Greatest Hits) (1977)
- Story of The Stones (1982)
- Singles Collection: The London Years (1989)
- Forty Licks (2002)
- Singles 1965–1967 (2004)
- GRRR! (2012)
- No Stone Unturned (2013)

Versioni dal vivo sono presenti in:
- Still Life (1982)
- Let's Spend the Night Together (1983, film concerto)
- The Biggest Bang (2007, video box set)
- Hampton Coliseum (2012, solo distribuzione digitale)
- Live at Leeds (2012, solo distribuzione digitale)
- El Mocambo 1977 (2022)

## Cover
Let's Spend the Night Together è stata oggetto di numerose altre cover, tra cui, la celebre versione di David Bowie ed è stata eseguita anche in lingua italiana dai Calipop nel 1967 (Restiamo ancora insieme) e in svedese da Dan Tillberg nel 1979 (Den som gapar efter mycket). "Weird Al" Yankovic ha invece usato il ritornello nel brano The Hot Rocks Polka, traccia di UHF - Original Motion Picture Soundtrack and Other Stuff del 1989.
Tra gli altri artisti che hanno pubblicato la loro versione del brano:
- The Quints come singolo nel 1967
- Muddy Waters in Electric Mud del 1968
- Jerry Williams & His Dynamite & Soul Band in Power of Soul del 1968
- The Uniques in Playtime del 1968
- gli Smith in A Group Called Smith del 1969
- The Senate in ...Le più belle canzoni dei Beatles e dei Rolling Stones del 1969
- Claudine Longet in Let's Spend the Night Together del 1972
- Jerry Garcia in Compliments del 1974
- le Fanny in Rock and Roll Survivors del 1974
- Patty Pravo durante il Magico Incontro Show 1975[7]
- Tina Turner in Acid Queen del 1975
- gli Hello in Keeps Us Off the Streets del 1975
- i Fire & Rain in Living Together del 1975
- Joe Simon in Joe Simon Today del 1976
- i Supernaut come singolo nel 1977
- Charo in Cuchi-Cuchi del 1977
- Melanie Harrold come singolo nel 1978
- Roger Chapman come singolo nel 1979
- i Pork Dukes in Pig Out of Hell del 1979
- i Toronto in Lookin' for Trouble del 1980
- i Keel in Lay Down the Law del 1984
- gli inglesi CCCP (da non confondere con l'omonimo gruppo italiano) in Let's Spend the Night Together del 1986
- gli Innovations in Innovations Plays the Rolling Stones del 1998
- The Flowerz in Flyte (1967-1968) del 1998
- i Cheap Seats in As Years Go by - A Tribute to the Rolling Stones del 1999
- Maureen Mahon in New Licks - A Tribute to The Rolling Stones del 2003
- i På Slaget 12 in Let's Dance 3 del 2003
- i Simian in Covered del 2003
- i Precious Little nella compilation Little Girl del 2004
- Dave Cloud in All My Best del 2004
- John Batdorf e James Lee Stanley in All Wood and Stones del 2005
- gli Amazonics in Bossa n' Stones del 2005
- The Patron Saints in Before Bohob Vol. 1 - Birth of a Basement Band del 2008
- Barry Hay con la Metropole Big Band in The Big Band Theory del 2008